# دبیرخانه بخش ایلوکواتا (یاتینووارا) گراما نیلادهاری
دبیرخانه بخش ایلوکواتا (انگلیسی: Ilukwatta) یک منطقه مسکونی در سری‌لانکا است.